# 我女若蘭
《我女若蘭》是一部在1966年上映的台灣電影，由中央電影事業股份有限公司所出品，李嘉所執導，葛香亭、唐寶雲、謝玲玲等人主演。

## 劇情簡介
描寫一個非常喜歡跳芭蕾舞的小女孩，卻不幸患上小兒麻痺症，再加上外界好奇、憐憫甚至歧視的眼光，這位小女孩身心受傷頗大，但之後靠著勇氣與信心，戰勝小兒麻痺症，並且恢復健康的曲折感人故事。

## 演員列表
- 唐寶雲，扮演：孟若蘭（成年時期）
- 謝玲玲，扮演：孟若蘭（幼年時期）
- 葛香亭，扮演：孟仲平（孟若蘭的父親）
- 傅碧輝，扮演：孟若蘭的母親
- 巴戈，扮演：邱文雄（孟若蘭的同學，幼年時期）
- 馮海，扮演：邱文雄（孟若蘭的同學，成年時期）
- 林雁，扮演：萍萍
- 魏蘇，扮演：雷醫師
- 江明，扮演：方大衛（心儀孟若蘭的同學的表哥）
- 葛小寶
- 王孫
- 李端
- 靳東美
- 高飛
- 孫越
- 張允文
- 周少卿
- 李玲玲

## 獲獎
第十三屆亞洲影展－兩項
- 最佳配樂：李林
- 最佳童星：謝玲玲

第5屆金馬獎－六項
- 最佳劇情片
- 最佳導演：李嘉
- 最佳童星：謝玲玲
- 最佳彩色攝影：林文錦
- 最佳剪輯：汪晉臣
- 最佳彩色美術設計：翁文燈

伊朗國際兒童電影節
- 最佳演技特別獎：謝玲玲

## 外部連結
- 開眼電影網上《我女若蘭》的資料（繁體中文）
- 香港影庫上《我女若蘭》的資料（繁體中文）
- 时光网上《我女若蘭》的資料（简体中文）
- 豆瓣电影上《我女若蘭》的資料 （简体中文）
- 互联网电影数据库（IMDb）上《我女若蘭》的资料（英文）